# Xcacau Corona
Xcacau Corona (prononcé /ʃkakau kɔʁɔna/ ) est une corona — formation géologique en forme de couronne — sur la planète Vénus par 56° S et 131° E. Elle est située dans le quadrangle d'Henie.

## Géographie et géologie
Située au sud-est d'Aphrodite Terra, la plus vaste terra vénusienne, Xcacau Corona est bordée par deux grandes plaines, Laimodata Planitia au nord-ouest et Imapinua Planitia au sud-est. Elle est reliée à une autre corona située sur son flanc sud-ouest, Latmikaik Corona, par une vallée longue de 600 km, Tellervo Chasma. Elle couvre une surface circulaire d'environ 200 kilomètres de diamètre.
Xcacau Corona présente les caractéristiques morphologiques structurelles générales d'une corona, à savoir un anneau de crêtes, relativement modeste par rapport à celui d'Artemis Corona, la plus grande corona de Vénus avec un diamètre exceptionnel de 2 600 km, encerclant une région centrale riche en structures volcaniques. Une fois gravie la pente extérieure et franchie la couronne tectonique, le relief intérieur d'une corona commence par descendre en une fosse périphérique qu'on dénomme « les douves », puis resurgit généralement en un bombement central. Au centre du bombement, des dépressions de type caldera parachèvent souvent le tableau. Une petite caldera est ainsi visible sur le bord sud de Xcacau Corona. 

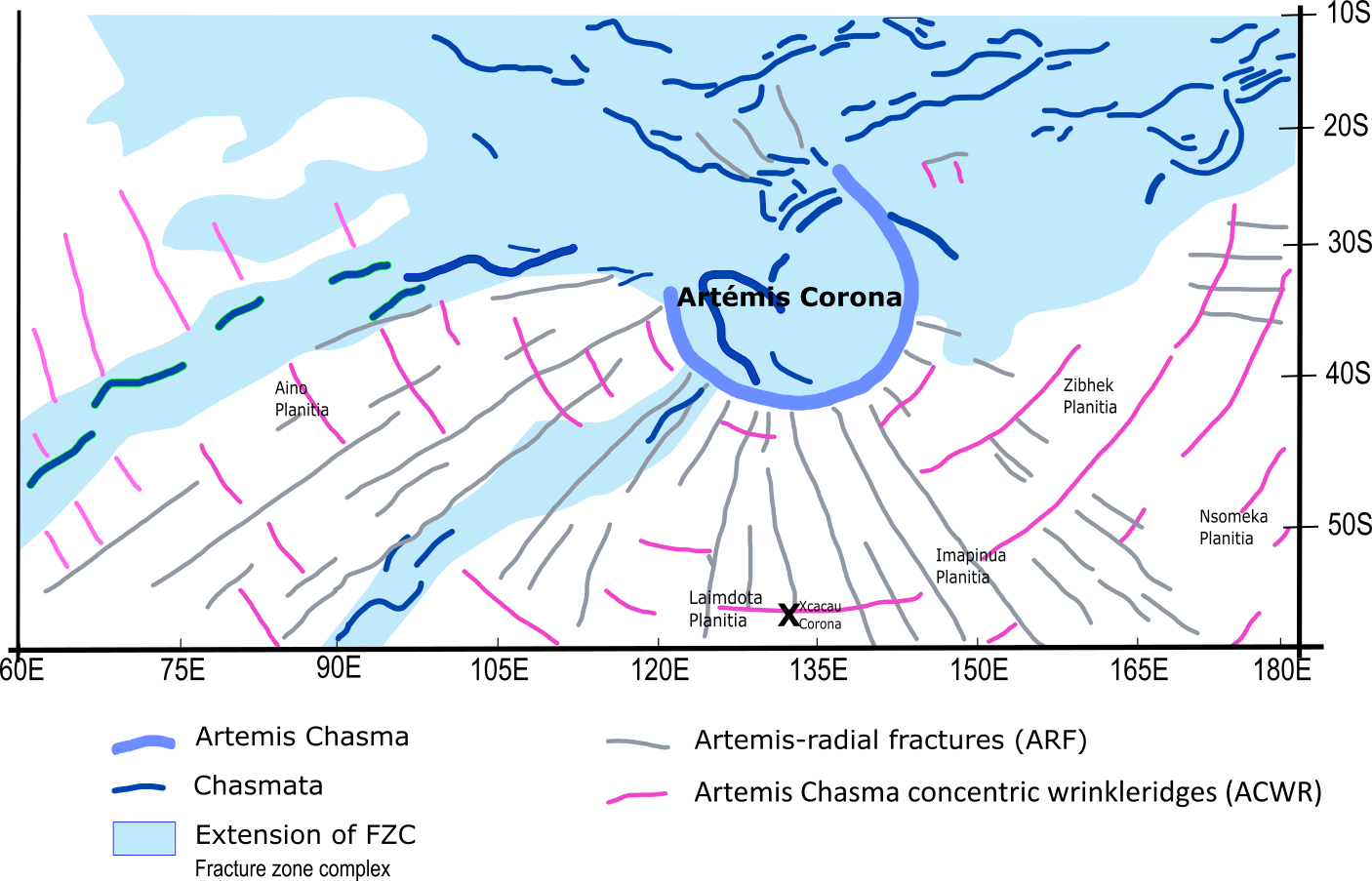
Extrait (simplifié) de la carte structurale détaillée à grande échelle régionale de la région Niobe-Aphrodite (NAMA).

L'image radar prise par la sonde spatiale Magellan fait apparaître des striures sensiblement rectilignes qui traversent Xcacau Corona, orientées dans le sens SE-NO, ainsi que des rides ressemblant à des vaguelettes orientées sensiblement perpendiculairement aux striures précédentes. L'explication de ces éléments structuraux peut être trouvée dans l'étude publiée en juin 2018 par V.L. Hansen et I. López ayant pour objet d'établir une cartographie structurale détaillée à grande échelle régionale, celle de la région Niobe-Aphrodite, apportant un éclairage nouveau sur l'évolution historique des changements de régimes tectoniques de la planète Vénus dans cette zone. La région couverte, dénommée NAMA (pour Niobe-Aphrodite map area) s'étend sur 120 000 000 km2, soit 25 % de la surface de Vénus, correspondant au quadrangle de coordonnées (57N-57S, 60E-180E). Elle englobe Aphrodite Terra, longeant l'équateur par le sud sur une quinzaine de milliers de kilomètres avec une altitude moyenne de 3 000 m, l'autre « continent » vénusien étant Ishtar Terra, près du pôle nord, et les basses terres qui l'entourent. Xcacau Corona se trouve dans la partie sud-est de cette carte.
Deux types d'éléments géologiques structuraux caractérisent l'environnement de Xcacau Corona : les striures orientées SE-NO sont des fractures appartenant à un ensemble homogène de fractures radiantes dénommé « Artemis Chasma radial fractures » (ARF), les rides sensiblement perpendiculaires appartiennent quant à elles à un ensemble de rides concentriques autour d'Artemis Corona dénommé « Artemis Chasma concentric wrinkle ridges » (ACWR). La nature des motifs d'ARF et de ACWR diffère entre le nord et le sud de la NAMA. Au sud de NAMA (où se trouve Xcacau), les fractures ARF sont plus longues, plus fines et plus développées que dans le nord. De même le tracé des ACWR est moins interrompu dans le sud qu'au nord. 
Les auteurs de l'étude distinguent ainsi trois ères géologiques se succédant dans le temps pour la formation de la croûte vénusienne dans la région NAMA : l'ère ancienne (« ancient era »), puis l'aire de la structure Artemis, où se forme Artemis Corona et tous les éléments structuraux associés (chasmata, ARF et ACWR), et enfin l'ère FZC (« fracture zone complex ») où diverses fracturations apparaissent.
L'origine et la nature géologiques des coronæ de Vénus ne sont pas bien comprises. Selon l'hypothèse jugée la plus probable, il s'agirait de la manifestation en surface, sous une croûte fine et plastique, de la remontée de panaches mantelliques provoquant un renflement localisé avec expansion centrale et compressions latérales,,, analogue à un point chaud. Cette activité tectonique toujours en cours pourrait constituer une alternative à la tectonique des plaques, probablement absente sur Vénus actuellement.

## Nom
Xcacau Corona a été nommée en 1997 en référence à Xcacau, déesse quiché du cacao et de la fertilité.